# Carmo João Rhoden
Carmo João Rhoden SCI (* 16. Mai 1939 in Inhacorá) ist ein brasilianischer Ordensgeistlicher und emeritierter römisch-katholischer Bischof von Taubaté.

## Leben
Carmo João Rhoden trat der Ordensgemeinschaft der Dehonianer bei und empfing am 17. Dezember 1966 die Priesterweihe.
Papst Johannes Paul II. ernannte ihn am 22. Mai 1996 zum Bischof von Taubaté. Der Erzbischof von Aparecida, Aloísio Kardinal Lorscheider OFM, spendete ihm am 17. August desselben Jahres die Bischofsweihe; Mitkonsekratoren waren Eusébio Scheid SCI, Erzbischof von Florianópolis, und Antônio Afonso de Miranda SDN, Altbischof von Taubaté. 
Papst Franziskus nahm am 15. April 2015 seinen altersbedingten Rücktritt an.